# Semidalis obscura
Semidalis obscura är en insektsart som beskrevs av György Sziráki och Greve 1996. Semidalis obscura ingår i släktet Semidalis och familjen vaxsländor. Inga underarter finns listade i Catalogue of Life.